# 松本地域
松本地域（まつもとちいき）は、長野県中信地方の松本市を中心とした地域のことを指す名称で、県を10地域に分けるときに用いられる。松本地方と呼ばれることもある。
北安曇郡南部を松本地域に含める場合があり、その場合は都市雇用圏を基準にした中信地方（国土交通省の定義に準ずる）の範囲に一致し、含めない場合は松本広域連合の範囲に一致する。また人口は狭義の場合は432,199人（2005年8月1日現在）、広義の場合は457,350人（同）で、県内の地域では長野地域に次ぐ。
1964年から2001年にかけて諏訪地域や大町市とともに新産業都市に指定されていた。東京と名古屋から等距離に位置し東日本と中日本の遷移地域である。

## 該当市町村
長野県の定義では以下が該当する。
- 松本市
- 塩尻市
- 安曇野市
- 東筑摩郡：筑北村、麻績村、生坂村、山形村、朝日村

気象庁による区分では、上記のうち松本市の安曇地区・奈川地区および塩尻市の楢川地区は含まれず、安曇・奈川は乗鞍上高地地域とされ、楢川は木曽地域に含まれる。
以下の町村は長野県の定義では松本地域に該当しないが、安曇野の一部として含める場合がある。
- 北安曇郡（一部）：池田町、松川村

## 管内の特別地方公共団体

### 広域連合
- 松本広域連合

### 一部事務組合

#### 環境施設組合
- 松塩地区広域施設組合 - 松本市、塩尻市、朝日村、山形村で構成。松本市、塩尻市にあるゴミ処理場や併設された温水プール「ラーラ松本」を共同で管理・運営する。
- 穂高広域施設組合 - 安曇野市、生坂村、筑北村、麻績村及び大北地域に属する池田町、松川村で構成。安曇野市内にある一般廃棄物処理施設「穂高クリーンセンター」や併設された温水プール「あづみ野ランド」を共同で管理・運営する。
- 安曇野松筑広域環境施設組合 - 安曇野市、松本市、筑北村、麻績村、生坂村、山形村で構成。安曇野市にある火葬施設「広域豊科葬祭センター」を共同で管理・運営する。

#### 老人福祉施設組合
- 松塩安筑老人福祉施設　- 松本市、塩尻市、安曇野市、麻績村、筑北村、生坂村、山形村、朝日村で構成。老人福祉施設を共同で管理・運営する。
- 松塩筑木曽老人福祉施設組合 - 松本市、塩尻市、麻績村、生坂村、山形村、朝日村、筑北村、安曇野市、並びに木曽地域に属する上松町、南木曽町、木曽町、木祖村、王滝村、大桑村で構成。老人福祉施設を共同で管理・運営する。

#### 学校組合
- 松本市山形村朝日村中学校組合 - 松本市、山形村、朝日村で構成。朝日村内にある鉢盛中学校を共同で設置・運営する。
- 塩尻市辰野町中学校組合 - 塩尻市と上伊那地域に属する辰野町で構成。塩尻市内にある両小野中学校を共同で設置・運営する。
- 辰野町塩尻市小学校組合 - 塩尻市と辰野町で構成。辰野町内にある両小野小学校を共同で設置・運営する。

#### その他
- 安曇野市外1市山林組合 - 安曇野市と松本市で構成。安曇野市豊科田沢の山林の管理経営に関する事務を共同処理する。
- 両小野国保病院組合 - 塩尻市と辰野町で構成。辰野町内にある両小野国保病院の設置並びに管理の事務を共同処理する。

## 松本地域振興局
〒390-0852 松本市大字島立1020番地